# 440
440 (CDXL) var ett skottår som började en måndag i den julianska kalendern.

## Händelser

### September
- 29 september – Sedan Sixtus III har avlidit den 18 eller 19 augusti väljs Leo I till påve.

### Okänt datum
- Vandalkungen Geiserik erövrar Sicilien.
- Hephtaliterna, som sedermera blir kända som avarer, flyttar söderut från Altajbergen till Transoxanien, Baktrien, Khorasan och östra Persien.

## Födda
- Bodhidharma, legendarisk buddhistisk munk.
- Basina av Thüringen, drottning av Thüringen.
- Iitoyo, japansk prinsessa.

## Avlidna
- 17 februari – Mesrob, armenisk munk.
- 18 eller 19 augusti – Sixtus III, helgon, påve sedan 432.[1]
- Paulinus, högmästare i Konstantinopel (avrättad).